# Hold Your Fire (FireHouse)
Hold Your Fire è il secondo album in studio del gruppo musicale statunitense FireHouse, pubblicato il 16 giugno 1992 dalla Epic Records.
L'album diede vita ad alcuni singoli come Reach for the Sky, Sleeping with You e soprattutto la ballata When I Look into Your Eyes.
Ha ottenuto la certificazione di disco d'oro per le vendite negli Stati Uniti.

## Tracce
Testi e musiche di Bill Leverty e C.J. Snare, eccetto dove indicato.
1. Reach for the Sky – 4:47
2. Rock You Tonight – 4:35
3. Sleeping with You – 3:51
4. You're Too Bad – 3:38
5. When I Look into Your Eyes – 4:00
6. Get in Touch – 5:24
7. Hold Your Fire – 3:51
8. The Meaning of Love – 4:12
9. Talk of the Town – 4:38
10. Life in the Real World – 3:36
11. Mama Didn't Raise No Fool – 4:00 (Foster, Leverty, Richardson, Snare)
12. Hold the Dream – 5:02

## Formazione
- C.J. Snare – voce, tastiere
- Bill Leverty – chitarre
- Perry Richardson – basso
- Michael Foster – batteria, percussioni

## Classifiche
| Classifica (1992) | Posizione massima |
| ----------------- | ----------------- |
| Germania          | 66                |
| Giappone          | 14                |
| Stati Uniti       | 23                |